# Le Cantique spirituel
Le Cantique spirituel (en espagnol : El Cántico espiritual) ou En quel lieu t’es-tu caché (en espagnol : Adónde te escondiste), est un poème composé par Jean de la Croix entre 1578 et 1585. Ce poème mystique de quarante strophes « exprime l'exercice d'amour entre l'âme et son Époux le Christ ». Le poème est diffusé directement par l'auteur, oralement dans différents couvents du Carmel. Les religieuses lui ayant demandé une explication des vers, Jean de la Croix rédige un traité spirituel basé sur ce poème. L’écriture de ce traité amène l'auteur à revoir la composition du poème et l’ordonnancement des strophes. C’est pourquoi il existe désormais deux versions principales de l’œuvre.
L’œuvre n'est publiée que très tardivement après la mort de l'auteur, ce qui n'a pas empêché une diffusion rapide par recopie manuscrite, d'où certaines controverses sur les auteurs des remises en forme du poème original. Publié à partir du XVIIe siècle, ce poème est régulièrement réédité, tant dans le cadre d’œuvres poétiques (recueils de poèmes) que lors de publication du traité spirituel homonyme.

## Historique

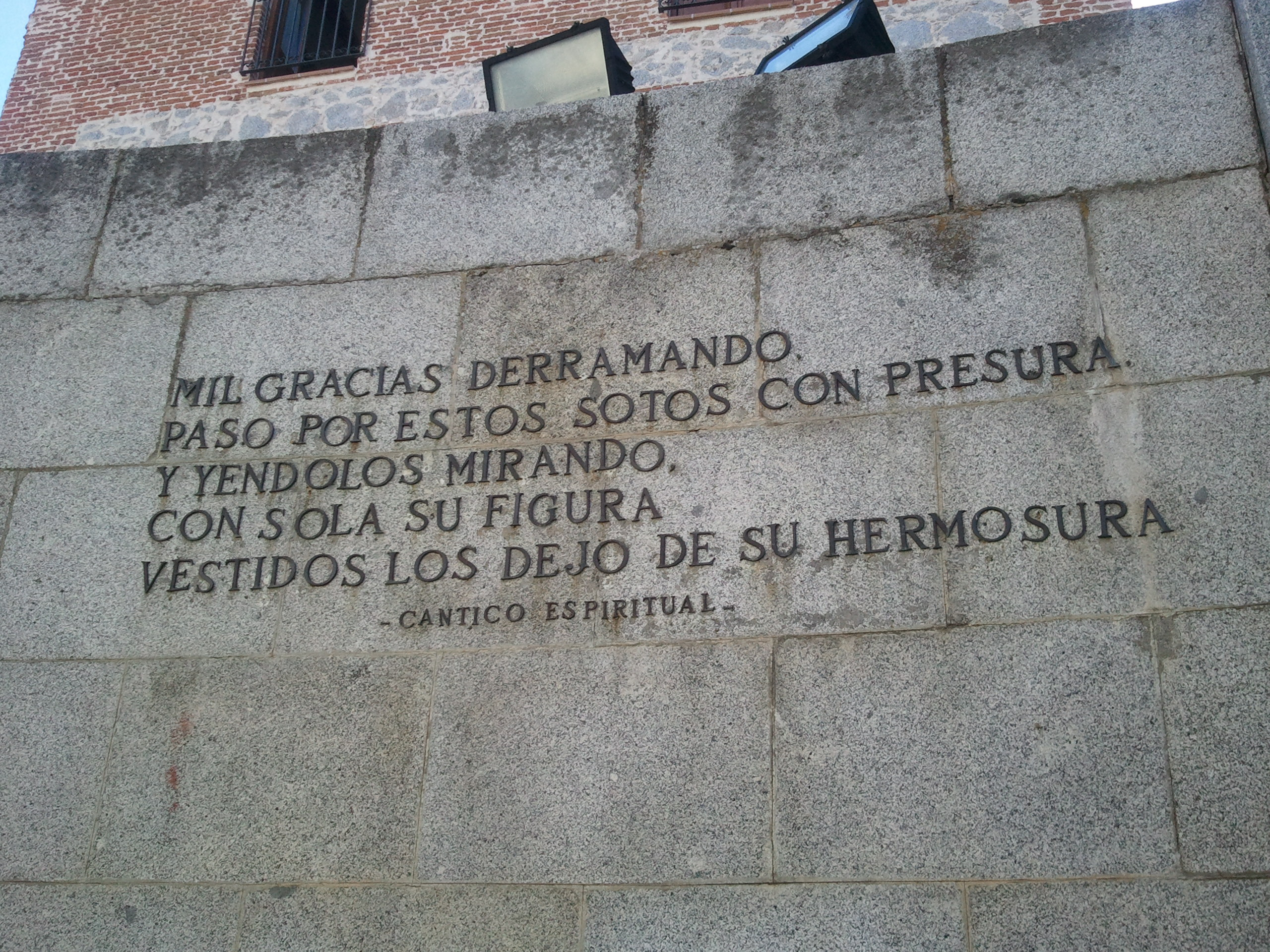
Vers du Cantique spirituel sur un mur d'Avila.

### Rédaction de l’œuvre
Jean de la Croix participe avec Thérèse d'Avila au XVIe siècle à la réforme de l’Ordre du Carmel. Mais en 1577 des tensions éclatent entre les réformateurs de l’ordre et certains religieux (carmes) qui refusent (ou redoutent) cette réforme. Jean de la Croix est arrêté et détenu par les carmes chaussés en décembre 1577 dans le monastère des Carmes de Tolède.
Il reste emprisonné dans un cachot huit mois, subissant des sévices et de grandes souffrances. Au cours de sa captivité, il compose ce poème, mais n'ayant pas de quoi écrire sa poésie, il mémorise les trente-et-une premières strophes de son « Cantique ».
En août, il réussit à s'évader de son cachot et se réfugie dans le couvent des carmélites de la ville pour y être soigné. C'est là qu'il rédige pour la première fois son poème, en 1578,.
Élu vicaire de la paroisse d’El Calvario lors du chapitre d'Almodovar, il devient le confesseur des religieuses de Beas de Segura où il reste jusqu'à 1579. Durant cette période au couvent de Beas (1579-1581), il ajoute trois autres strophes au poème. Puis, lors de son séjour à Grenade, vers 1583, il ajoute cinq nouvelles strophes. La première version "complète" de l’œuvre est datée de 1584. Elle est appelée la « version A » ou le « Cantique A », et contient 39 strophes. Une seconde rédaction est achevée vers 1586 (nommée le « Cantique B ») et contient 40 strophes (après l'ajout d'une strophe 11),.

### Suites et publication de l’œuvre
À la demande de la religieuse mère Anne de Jésus, en 1584, au monastère de Grenade, Jean de la Croix écrit un commentaire sur ce poème. Ce commentaire devient un nouveau traité spirituel ayant le même titre que le poème Le Cantique spirituel. Lorsque mère Anne de Jésus est évincée par le général des Carmes Nicolas Doria, elle part en France fonder le premier couvent réformé de l'ordre (hors d'Espagne), et amène avec elle le texte du cantique. Ce texte sera ensuite publié à Paris en 1622 et en français. En 1607, Anne de Jésus, part à Bruxelles pour fonder un nouveau couvent, elle emmène une copie du texte qui sera publié en 1627, en espagnol, après sa mort. En Espagne, le poème ne sera publié qu'en 1630,.

## L’œuvre

### Les différentes versions
Il existe trois versions du poème, numérotées A, A' et B.
La version originale est nommée la « version A ». Elle est composée de 39 strophes. Par la suite, Jean de la Croix ajoute une strophe : la 11e strophe. C'est la « version A' ». Puis, lorsque des carmélites lui demandent un commentaire sur le poème, Jean rédige un traité mystique « Le Cantique spirituel », et réorganise certains vers pour correspondre mieux à la progression de l'enseignement de son traité. Mais ce bouleversement des strophes du poème original, s'il permet une meilleure organisation du chapitre sur le « mariage spirituel » dans le commentaire de l’œuvre, entraîne une rupture dans le mouvement poétique, et perturbe la « limpidité de l’expérience mystique dans la première version » du poème. C'est pourquoi, certains auteurs estiment que « le remaniement de l’ordre des couplets dans la dernière version B est une catastrophe littéraire ».
De nombreuses controverses ont eu lieu sur l'authenticité de la version B de l’œuvre. Celles-ci s'appuient sur l'absence d'une version originale écrite par Jean de la Croix lui-même, ainsi que de rupture poétique engendrée par le remaniement des strophes . Ils attribuent ainsi cette nouvelle œuvre (réorganisée) à des disciples « maladroits ». D'autres estiment hautement probable que Jean ait eu un secrétaire qui prenait la dictée de ses commentaires lorsqu'il déclamait et expliquait son œuvre aux carmélites. D'autres hypothèses sont évoquées comme une destruction des originaux lors de la période de trouble avant sa mort. Ainsi, le seul original qui nous soit parvenu est le « manuscrit de Sanlúcar » qui, bien qu'écrit par une tierce personne, possède des annotations faites de la main de Jean de la Croix. Mais ce texte correspond à la version A de l’œuvre. Néanmoins, cette controverse semble aujourd'hui apaisée et un consensus semble se dessiner pour attribuer à Jean de la Croix la paternité de la version B du poème.

### Description de l’œuvre

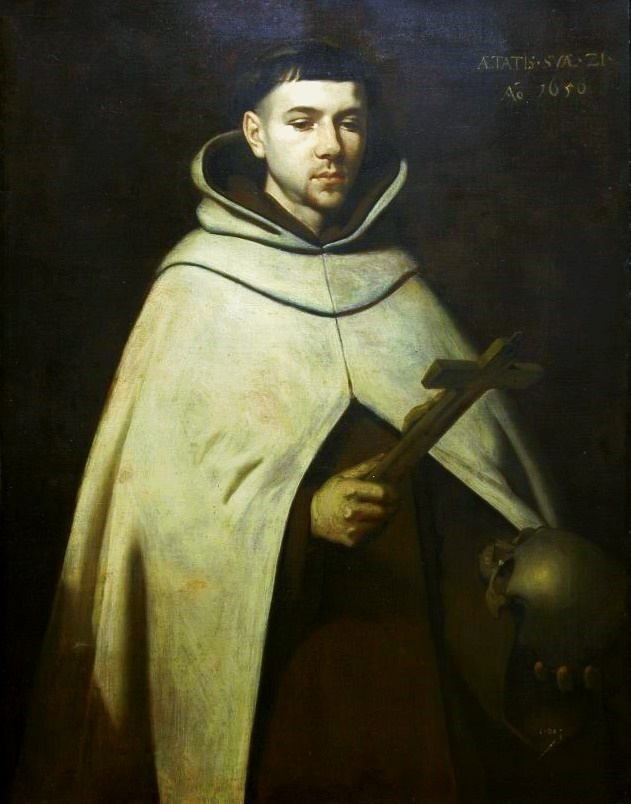
Portrait de Jean de la Croix, par Zurbarán.

Ce poème est écrit par Jean de la Croix comme étant « le Chant de l'Épouse » : c'est-à-dire qu'il exprime l'exercice d'amour entre l'âme et son Époux le Christ. Il a été appelé en espagnol : Cántico espiritual (le Cantique spirituel) en référence au Cantique des Cantiques présent dans la Bible. Il raconte l'expérience mystique d'union de l'âme avec Dieu sous forme d'une sorte « d'éloge pastoral ». Le poème se présente comme un dialogue d'amour entre l'Épouse et l'Époux, figures de l'âme et de Dieu. « Le souffle de l'inspiration qui traverse toute la composition en font un chef-d'œuvre de l'art lyrique, où la voix de l'âme se fond dans la plénitude du désir érotique ».
Le poème est composé de 40 strophes (ou 39 suivant les versions) de 5 vers. Les vers ont un nombre de pieds différents : cinq, sept, onze, sept, sept et enfin onze pieds. Cette structure est reprise du poète tolédan Garcilaso de la Vega bien connu de Jean de la Croix.
Ce poème est dédié par l'auteur à mère Anne de Jésus.

### Explications du poème
Ce poème a été expliqué par son auteur dans un traité qui est devenu un classique de l'enseignement San Joaniste : le Cantique spirituel.
Une explication spirituelle du cantique propose un parallèle avec le Cantique des Cantiques qui se découpe en quatre parties :
- L’épreuve de l’exode et de l’exil et la souffrance qui vient du désir ;
- La réponse du Bien-Aimé et le rêve de l’union pacifiée ;
- L’accomplissement des épousailles ;
- La perfection de l’amour.

Il est alors proposé un parallèle entre les étapes de la vie spirituelle et le cheminement catéchétique et sacramentel :
- Les strophes 1 à 4 parlent des commençants.
- Les strophes 5 à 15, vers les fiançailles spirituelles, parlent des progressants (le désir d'union se fait douloureux).
- Les strophes 16 à 35 « chantent le mariage spirituel des parfaits ».
- Les strophes 35 à 40 : la perfection de l’amour.

## Publications

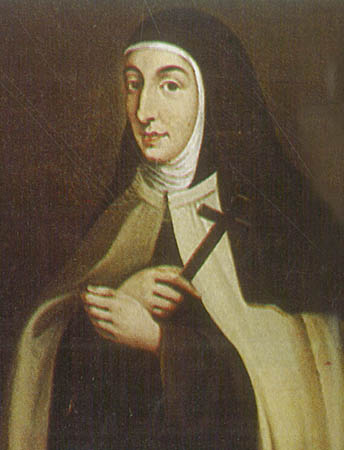
Anne de Jésus, à l'origine de la première publication de l’œuvre.

Ce poème a été diffusé et publié à de nombreuses reprises lors de différentes éditions, soit des œuvres poétiques, soit lors de la publication du livre expliquant le poème. Voici quelques dates de publications :
- 1622 : publié dans la première traduction française (Jean de la Croix et René Gaultier, Cantique d'amour divin entre Jésus-Christ et l'âme dévote, composé en espagnol par le B. P. Jean de la Croix : Traduit par M. René Gaultier, A. Taupinart, 1622, 232 p. (lire en ligne))[14].
- 1627 : publication à Bruxelles chez Godofredo Schoevarts[15].
- 1630 : publication intégrale de l’œuvre de Jean de la Croix en espagnol[16].
- 1641 : Traduction en français des Œuvres spirituelles[note 6] de Jean de la Croix par Cyprien de la Nativité de la Vierge. Plusieurs  rééditions sont réalisées au cours du XVIIe siècle (1645, 1652, 1675...). Cette version est rééditée au XXe siècle[17].
- 1695 : traduction par Jean Maillard (jésuite)[18]. Cette version est retenue au XIXe siècle dans la Patrologie de Migne[17].
- Jean de la Croix et Benoît Lavaud, o.p., Poèmes Mystiques, Neuchâtel, Éditions de la Baconnière, coll. « Les cahiers du Rhône », 1942, p. 15-31.
- Jean de la Croix, Nuit obscure, Cantique spirituel, Gallimard, coll. « Poésie/Gallimard », 1997, 230 p. (ISBN 978-2-07-032962-5), p. 57-73 et 75-91.
- Jean de la Croix, Œuvres Complètes, Éditions du Cerf, coll. « Œuvres de Jean de la Croix », 1990, 1871 p. (ISBN 978-2-204-06643-3), p. 345-357 et 1199-1211.